# Chasmodia brunnea
Chasmodia brunnea är en skalbaggsart som beskrevs av Perty 1830. Chasmodia brunnea ingår i släktet Chasmodia och familjen Rutelidae. Inga underarter finns listade i Catalogue of Life.